# Palaemnema brucelli
Palaemnema brucelli là loài chuồn chuồn trong họ Platystictidae. Loài này được Kennedy mô tả khoa học đầu tiên năm 1938.